# Salemi boszorkányok
A Salemi boszorkányok (The Crucible – Tűzpróba) Arthur Miller amerikai drámaíró 1953-ban írt műve. Ez a (csak részben kitalált) történet a salemi boszorkányperekről szól, amelyek a Massachusetts állami Bay Colony-ban zajlottak 1692-93-ban. Miller a darabot a Mccarthyzmus allegóriájaként írta, amikor az Egyesült Államok kormánya kommunista váddal üldözött sok mindenkit. Millert 1956-ban a Képviselőház Amerika-ellenes tevékenységet vizsgáló bizottsága kihallgatta, és elítélték a Kongresszus megvetéséért, amiért nem volt hajlandó azonosítani másokat azokon az üléseken, amelyeken részt vett.
A darabot először a Broadway Martin Beck Színházban mutatták be 1953. január 22-én E. G. Marshall, Beatrice Straight és Madeleine Sherwood főszereplésével. A produkció 1953-ban elnyerte a legjobb darabnak járó Tony-díjat.

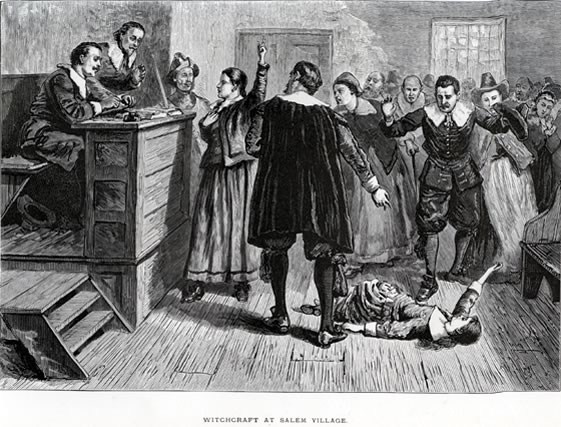

A darab klasszikussá vált.

## Cselekmény
Salemben fiatal lányok szerelmi bánatukban és más érzelmeiktől felzaklatva egy éjjelen megidézik az ördögöt. Salemben ettől tömeghisztéria terjed. A boszorkányság miatt úgy általában és az ördög „léte” miatti rettegéstől konkrétan kíméletlen, hisztérikus harc terepévé válik a korábban csendes település. Egyszerre mindenki úgy érzi, hogy nincs már biztonságban ebben az elvakult légkörben.
A politikai és egyházi bűnbakkeresésben lelepleződnek az emberi önös érdekek, a törvényes és törvénytelen eljárások összezavarodtak, minden egyszerre érvényes és érvénytelen. Ami közösség volt, az már nincs.
- 1692. június 10-én akasztották fel a salemi boszorkányperek első elítéltjét, a hatvanéves Bridget Bishopot. Rajta kívül a továbbiakban még 19 ember életét követelte a tömeghisztéria.

## Adaptációk
- 1957: The Crucible (film), Les Sorcières de Salem), forgatókönyv: Jean-Paul Sartre
- 1996: A salemi boszorkányok (film), rendező: Nicholas Hytner
- 1914: The Crucible (film), némafilm

- 1961: The Crucible (opera), Robert Ward(wd) műve